# St. Marien (Dudenhofen)

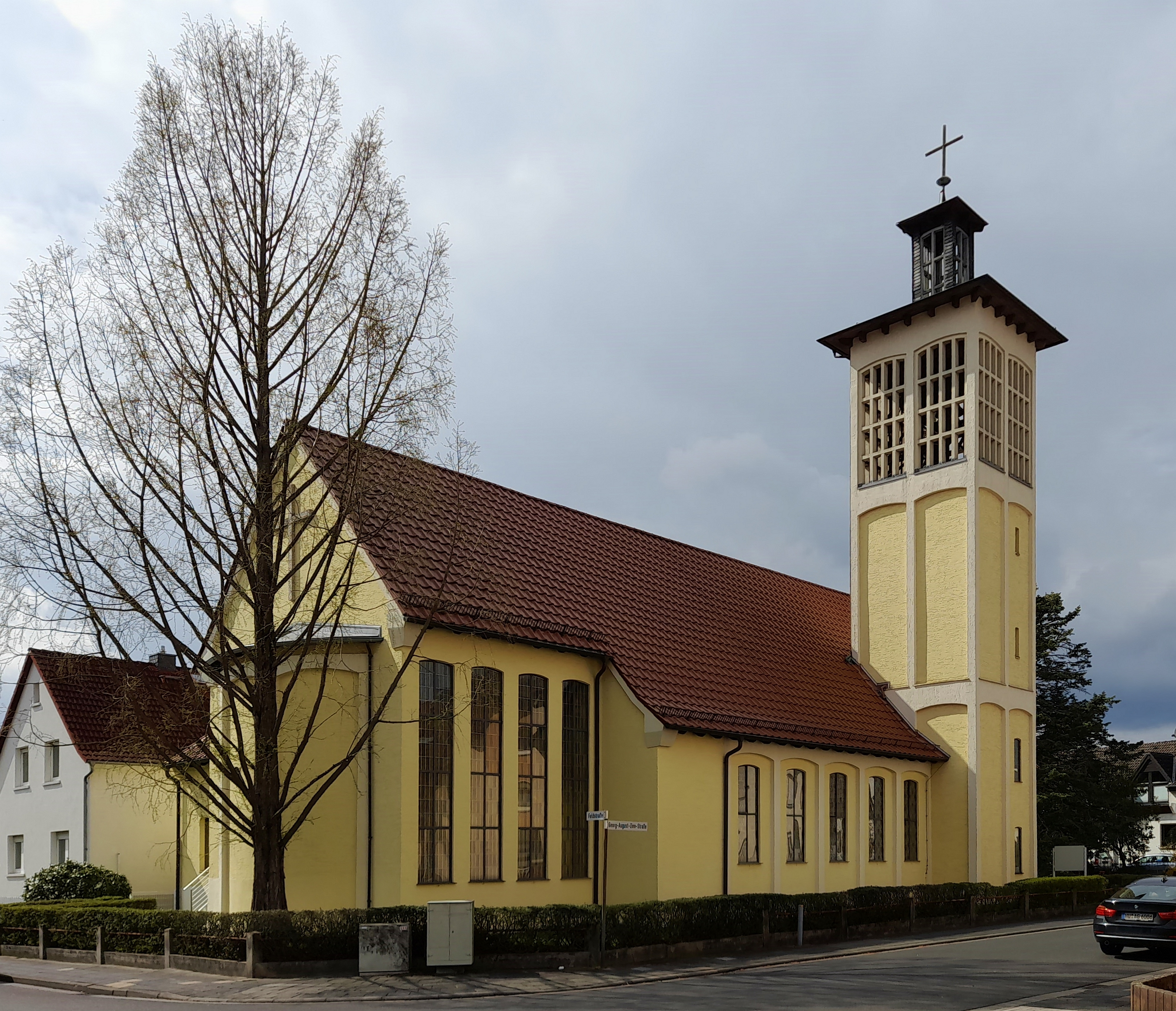
Außenansicht der katholischen Filialkirche St. Marien in Dudenhofen, erbaut 1953–1954

Die römisch-katholische Filialkirche St. Marien ist ein unter Denkmalschutz stehendes Kirchengebäude im Rodgauer Stadtteil Dudenhofen in Südhessen. Die im Stil der Moderne errichtete Kirche gehört zur Pfarrei St. Nikolaus in Jügesheim, die ihrerseits zum Pastoralraum Rodgau-Rödermark der Region Mainlinie im Bistum Mainz gehört.

## Geschichte
Dudenhofen war seit Einführung der Reformation um 1550 ein fast ausschließlich evangelischer Ort und stellte damit eine konfessionelle Enklave inmitten des ansonst katholischen Rodgaus dar. Die wenigen Katholiken im Ort mussten zum Gottesdienstbesuch in die Nachbarorte Jügesheim oder Nieder-Roden fahren. Erst nach Ende des Zweiten Weltkriegs kam es durch die Aufnahme überwiegend katholischer Heimatvertriebener aus den deutschen Ostgebieten (v. a. aus dem Sudetenland) zu einer deutlichen Zunahme der Katholikenanzahl in Dudenhofen, die um 1950 bei etwa 400 lag. Dies führte dazu, dass an Weihnachten 1949 erstmals wieder seit Einführung der Reformation die heilige Messe in Dudenhofen durch den Nieder-Röder Pfarrer Schwarz in der evangelischen Kirche zelebriert wurde. Da die katholische Gemeinde vor Ort noch nicht über ein eigenes Kirchengebäude verfügte, wurden fortan auch weiterhin an jedem zweiten Sonntag katholische Gottesdienste in der evangelischen Kirche gefeiert.
Am 30. Januar 1952 wurde von Dudenhöfer Katholiken der „Kirchbauverein Dudenhofen“ gegründet. Dieser konnte im März 1952 mit Zustimmung der Gemeinde Dudenhofen ein 750 m² großes Baugrundstück südwestlich der Dudenhöfer Altstadt im Neubaugebiet Feldstraße/Schulstraße erwerben. Durch den Zukauf eines angrenzenden Nachbargrundstücks stand für den Kirchenneubau schließlich sogar eine Fläche von 1600 m² zur Verfügung. Die Baupläne für das Kirchengebäude wurden von Helmut Bilek aus Offenbach entworfen. Nachdem am 2. Mai 1953 mit den Ausschachtungsarbeiten begonnen werden konnte, folgte am 14. Juni 1953 in Anwesenheit des Mainzer Bischofs Albert Stohr die Grundsteinlegung für den Neubau. Etwa ein Jahr später, am 8. August 1954, konnte die neue Kirche durch Bischof Peter Gratian Grimm eingeweiht werden. Die Kosten für das neue Kirchengebäude konnten vor allem dank Spenden der Dudenhöfer Katholiken gedeckt werden. Durch den Wechsel des Nieder-Röder Pfarrers Philipp Kern nach Jügesheim, der auch die katholische Gemeinde in Dudenhofen betreut hatte, wechselte auch St. Marien am 1. Juli 1956 seine Filialzugehörigkeit: die Nieder-Röder Filialkirche wurde zur Jügesheimer Filialkirche.
Eine Renovierung des Kirchinnenraums wurde im April 1988 unter Leitung des Jügesheimer Architekten Wolfgang Stojanik durchgeführt. Eine weitere Innen- und Außenrenovierung folgte von 2006 bis 2008 unter Leitung des Rodgauer Architekten Stephan Mathes.

## Baubeschreibung
Die Filialkirche St. Marien liegt südwestlich des Ortskerns von Dudenhofen. Das auf einem Eckgrundstück gelegene, sattelbedachte Kirchengebäude fügt sich in die Traufhöhe der zweigeschossigen, sattelbedachten, giebelständigen, nachkriegsmodernen Wohnbebauung ein und erhebt sich auf längsrechteckigem Grundriss. Der Sakralbau gliedert sich in ein nach Südosten ausgerichtetes Kirchenschiff (16,60 m Länge × 10,50 m Breite × 11 m Höhe), eine im Südwesten angrenzende Sakristei und einen im Nordosten angegliederten Kirchturm mit einer Höhe von 19,50 m. Die verputzten Wandflächen des von einer Laterne bekrönten Kirchturms werden durch Lisenen strukturiert, die in vorgeblendete Segmentbögen auslaufen. Das Glockengeschoss ist hingegen sprossenförmig durchbrochen.
Der Haupteingang im Norden führt in das Kirchenschiff, welches durch einen breiten, nach Südosten auf den Altarraum zustrebenden Mittelgang in zwei Bankblöcke gegliedert wird. Licht gelangt über schmale Segmentbogenfenster mit gelb-grautoniger Sprossenverglasung in den Kirchenraum; im Schiff sind die Fenster durch eine motivische Bleiverglasung zusätzlich ausgeschmückt. Der ausgeschiedene Altarraum läuft in einem eingezogenen Halbkreis aus. Er liegt um fünf Stufen bis zum Altarblock bzw. sieben Stufen bis zur Stirnwand erhöht und sticht durch seine braun-grautonige, figurative Wandmalerei hervor.

## Ausstattung

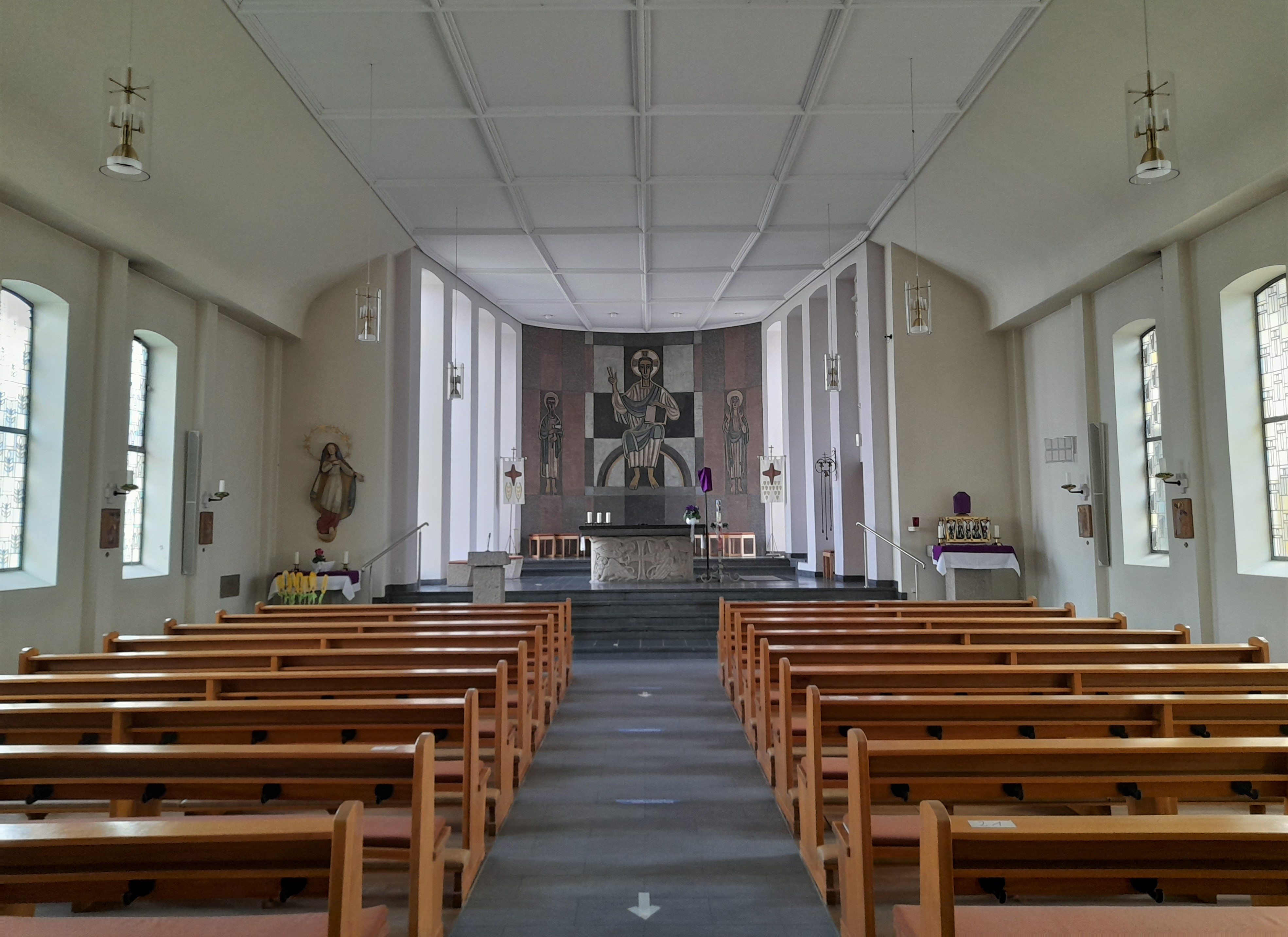
Innenraum der Kirche mit Blick auf den Altar

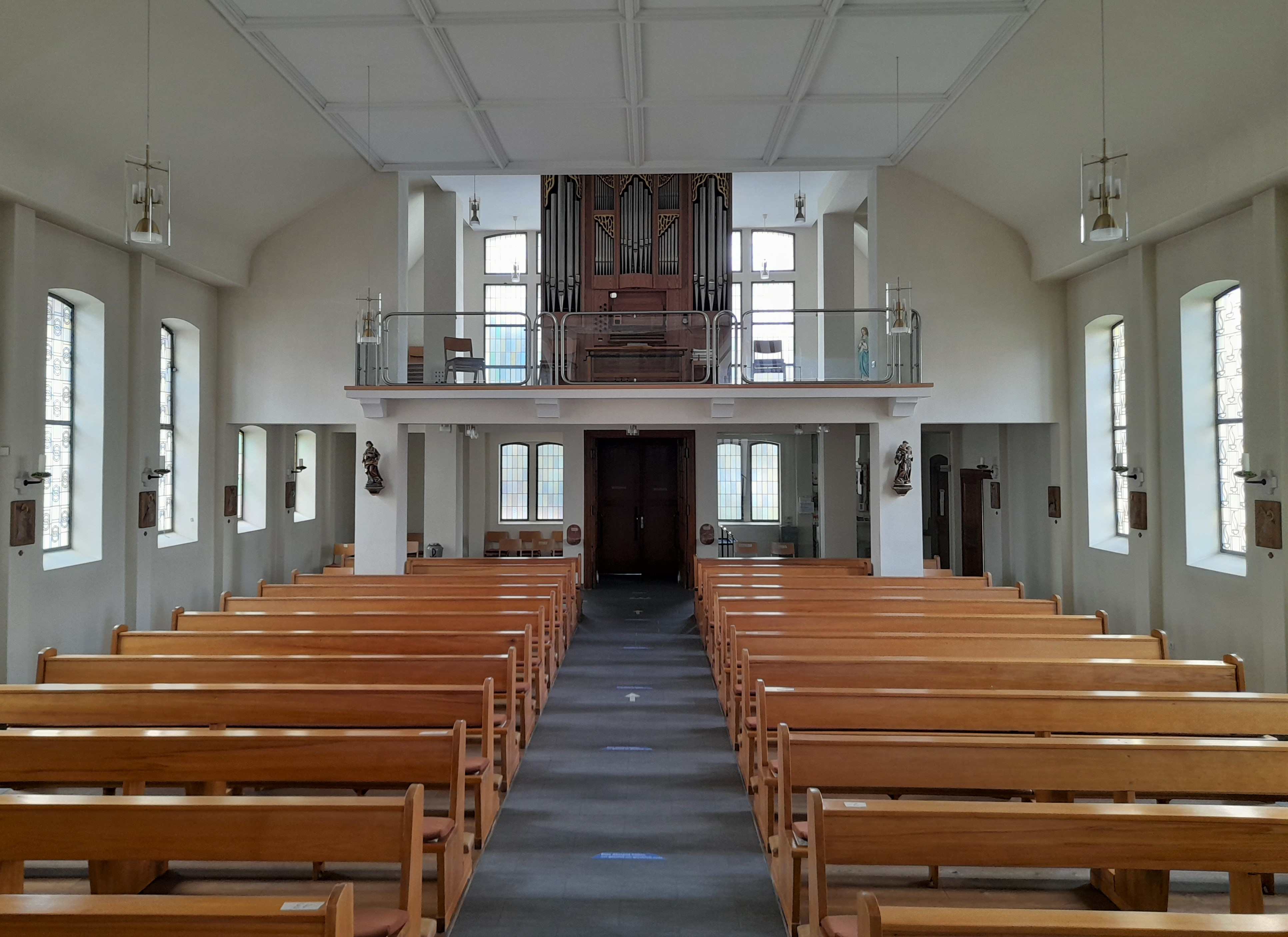
Innenansicht mit Blick auf die Orgelempore

### Chorraum
Die Mitte des Chorraumes nimmt der aus den Kunstwerkstätten von Maria Laach stammende Volksaltar ein. Er enthält Reliquien der Märtyrer Pius, Filicissimus und Auctae. Sein aus Tuffstein gefertigtes Unterteil zeigt die Symbole der vier Evangelisten aus dem Buch Ezechiel: einen Menschen für Matthäus, einen Löwen für Markus, einen Stier für Lukas und einen Adler für Johannes.
Das Altarbild an der Stirnwand des Chorraums wurde vom Maler und Grafiker Peter Paul Etz aus Mainz nach der Schneideputz-Technik entworfen. Es zeigt Christus als Weltenrichter in der Mitte, der zu seiner Rechten von seiner Mutter Maria (Patronin der Kirche St. Marien) und zu seiner Linken von seinem Apostel Matthias (Patron der Kirche St. Matthias in Nieder-Roden) flankiert wird.

### Orgel
Die Orgel der Kirche St. Marien stammt von der Firma Börner aus Rodenbach und wurde zu einem Preis von etwa 145.000 DM erworben. Sie besitzt 15 Register, zwei Manuale sowie ein Pedal und wurde im Rahmen eines Gottesdienstes am 28. April 1985 eingeweiht.

### Glocken
Das heutige Geläut der Kirche besteht aus drei Glocken, die alle in der Glockengießerei F. W. Schilling in Heidelberg gefertigt wurden. Es ersetzte ein aus Hainhausen stammendes Stahlglöckchen und wurde am 26. Juni 1966 durch Domkapitular Adam Groh geweiht.
| Widmung      | Gewicht | Durchmesser | Tonlage | Inschrift                                   |
| ------------ | ------- | ----------- | ------- | ------------------------------------------- |
| Gottesmutter | 420 kg  | 087 cm      | fis′    | „Seht, ich verkünde euch eine große Freude“ |
| Hl. Josef    | 650 kg  | 098 cm      | a′      | „Ehre sei Gott in der Höhe“                 |
| Engel        | 860 kg  | 109 cm      | h′      | „Und Friede den Menschen auf Erden“         |

### Kirchenfenster
Die Fenster von St. Marien wurden von der Firma Glas-Glatt in Friedberg angefertigt. Sie sollen Motive der Lauretanischen Litanei in symbolischer Form darstellen.

### Kreuzweg
Die 14 Stationen des Kreuzwegs von St. Marien wurden am 3. April 1964 geweiht.

### Marienstatue
Die in der Nische über dem Haupteingang von St. Marien wachende Marienstatue wurde vom Bildhauer Glanzner aus Wiesentheid (Franken) aus weißem Carrara-Marmor gefertigt und am 30. Mai 1991 durch Pfarrer Ibrahim Özkaya geweiht. Sie zeigt Maria mit dem Jesuskind in den Händen, die Bitten in dessen Ohr flüstert. Das Jesuskind hebt dazu segnend seine Finger.

### Galerie zur Innenraumausstattung

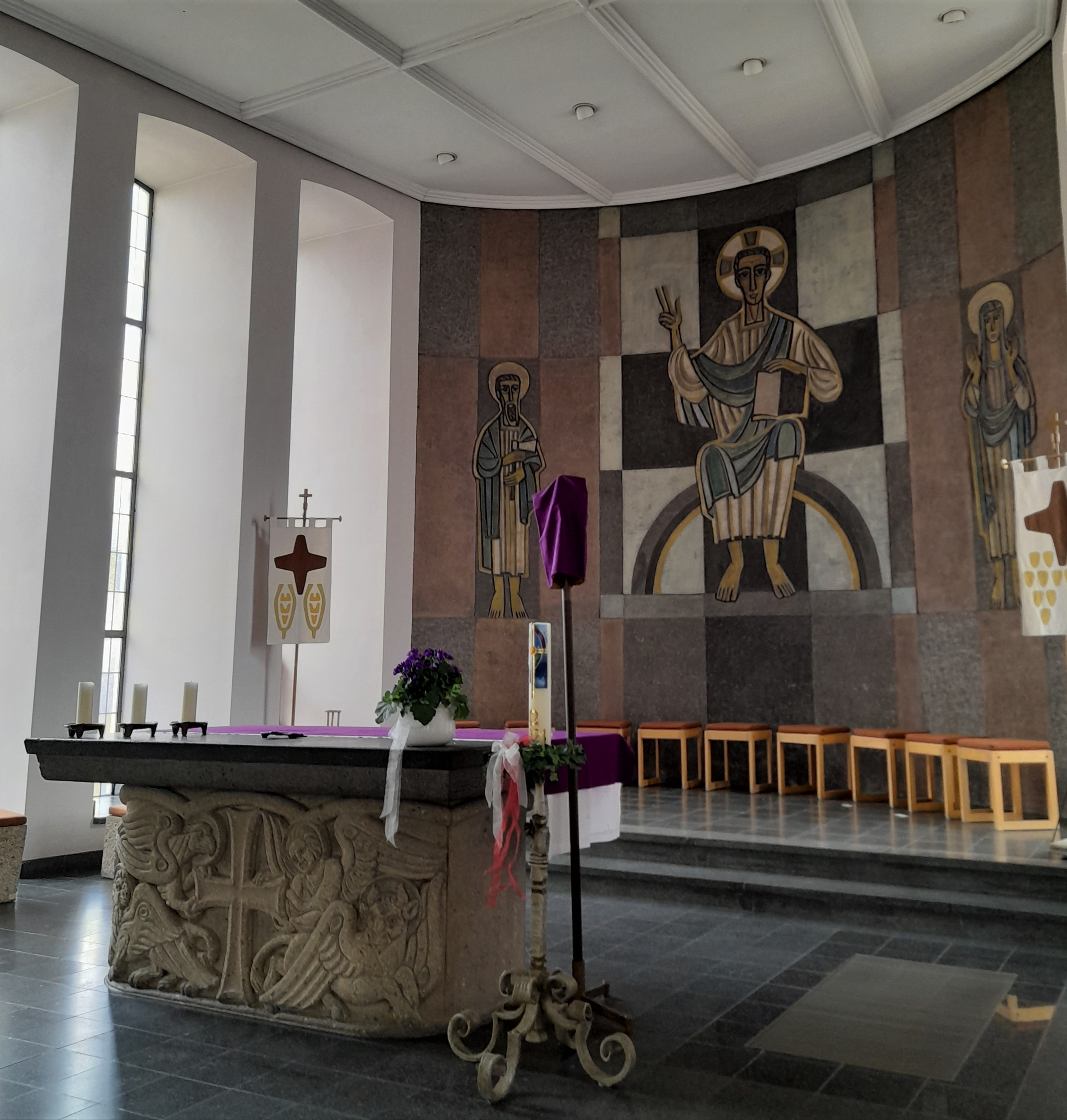
Der Chorraum der Kirche St. Marien
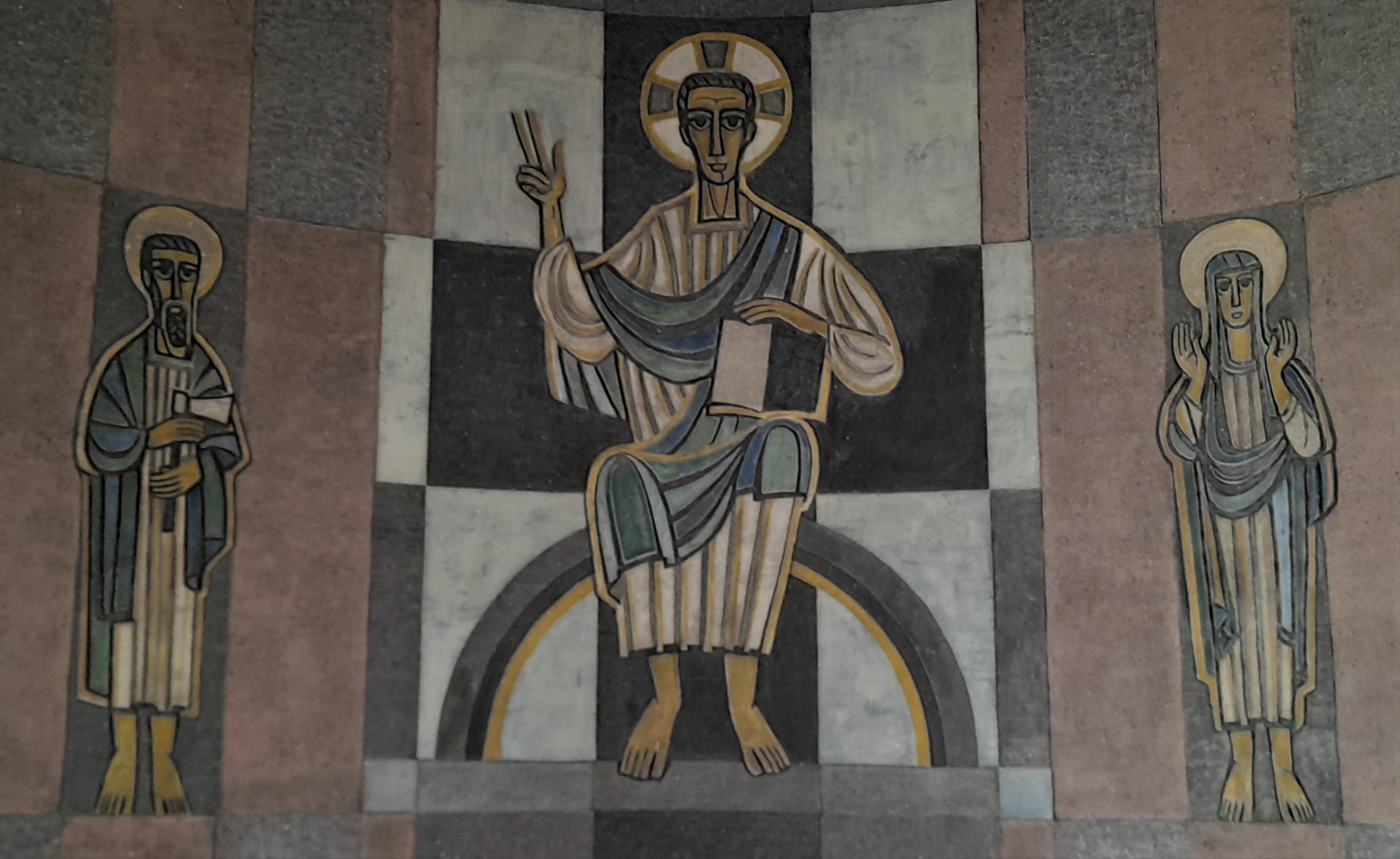
Das Altarbild an der Stirnwand des Chorraums zeigt Jesus als Weltenrichter
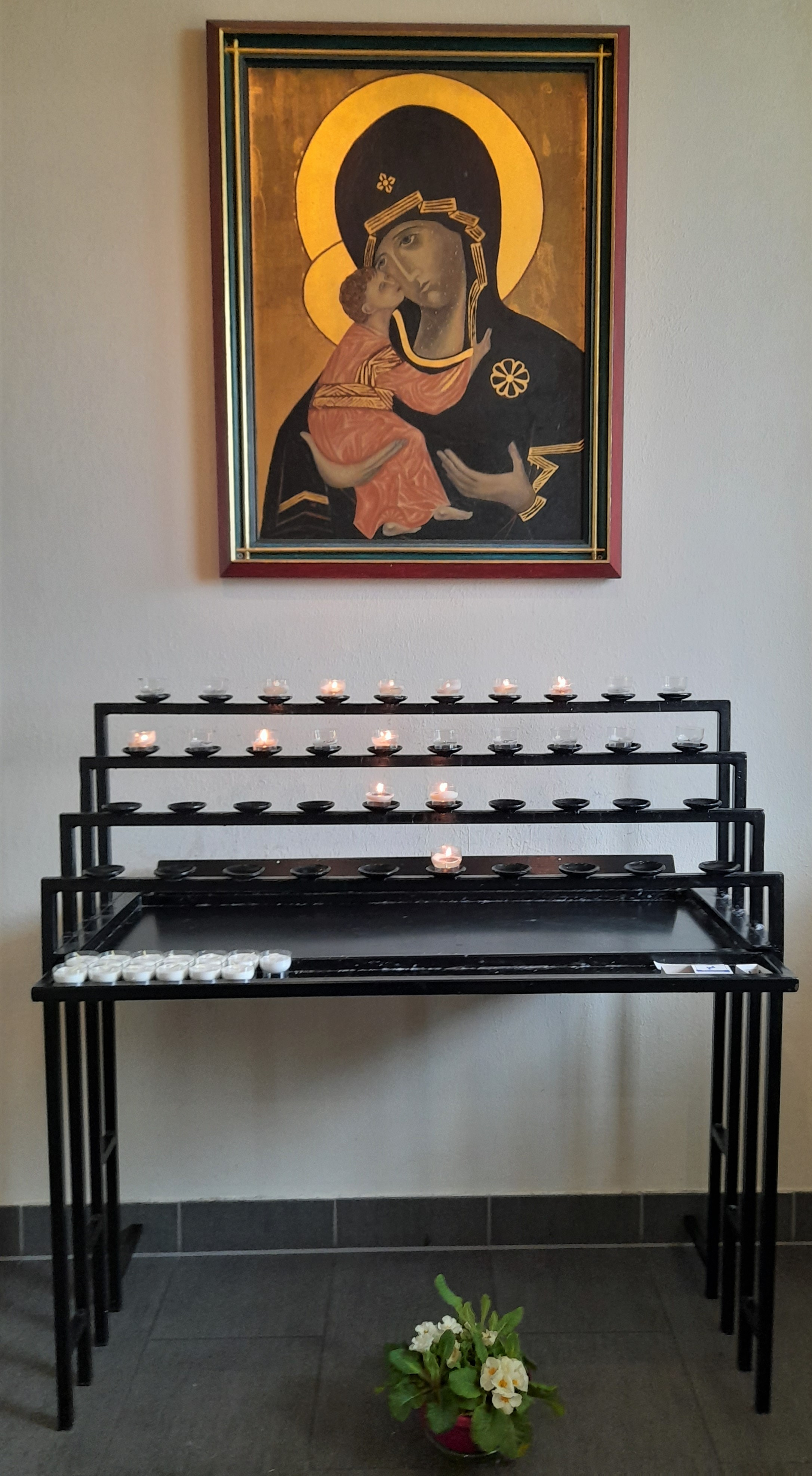
Im Eingangsbereich hängt eine Marienikone, vor der ein Opferlichtständer steht
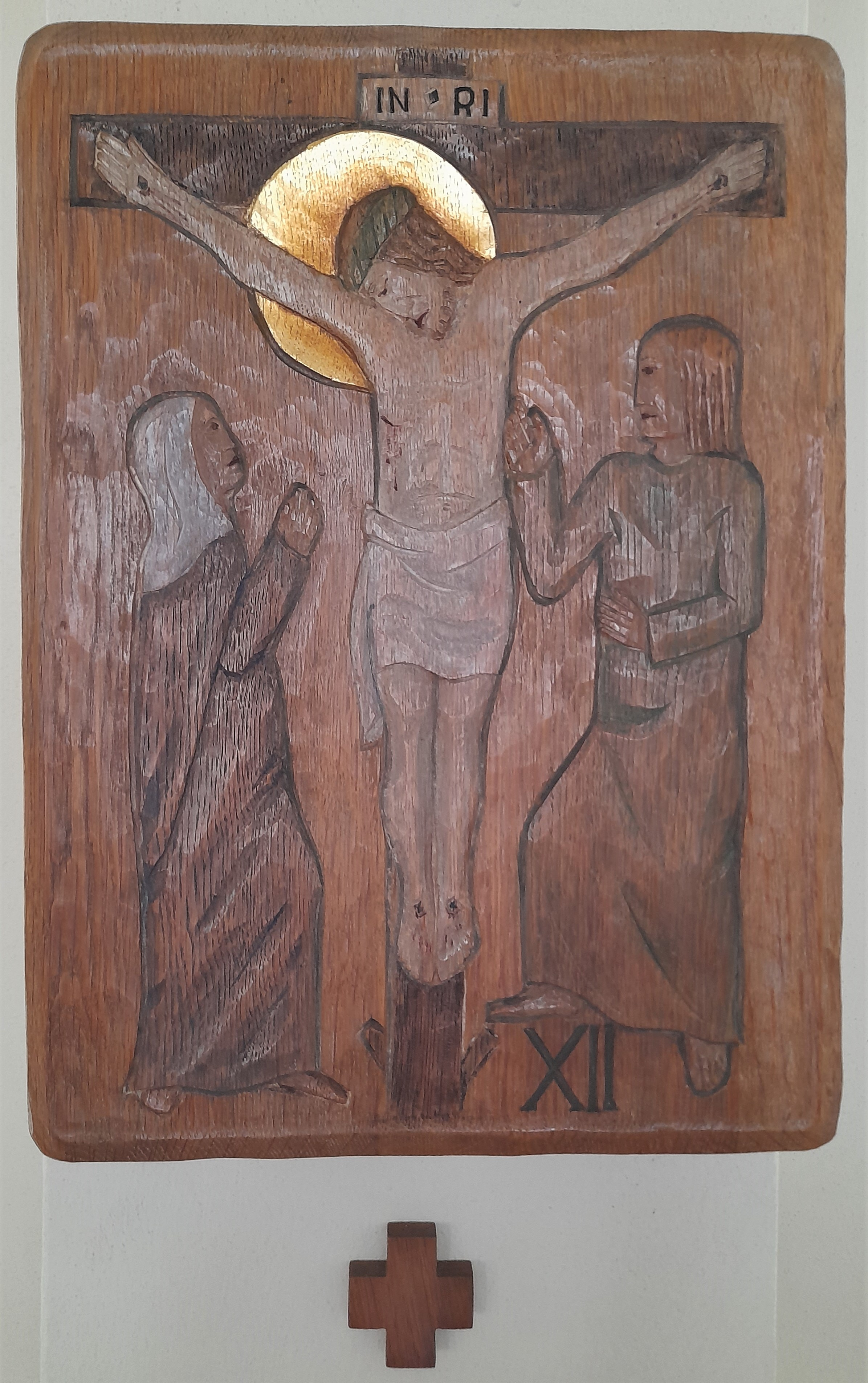
Station XII des 1964 geweihten Kreuzwegs
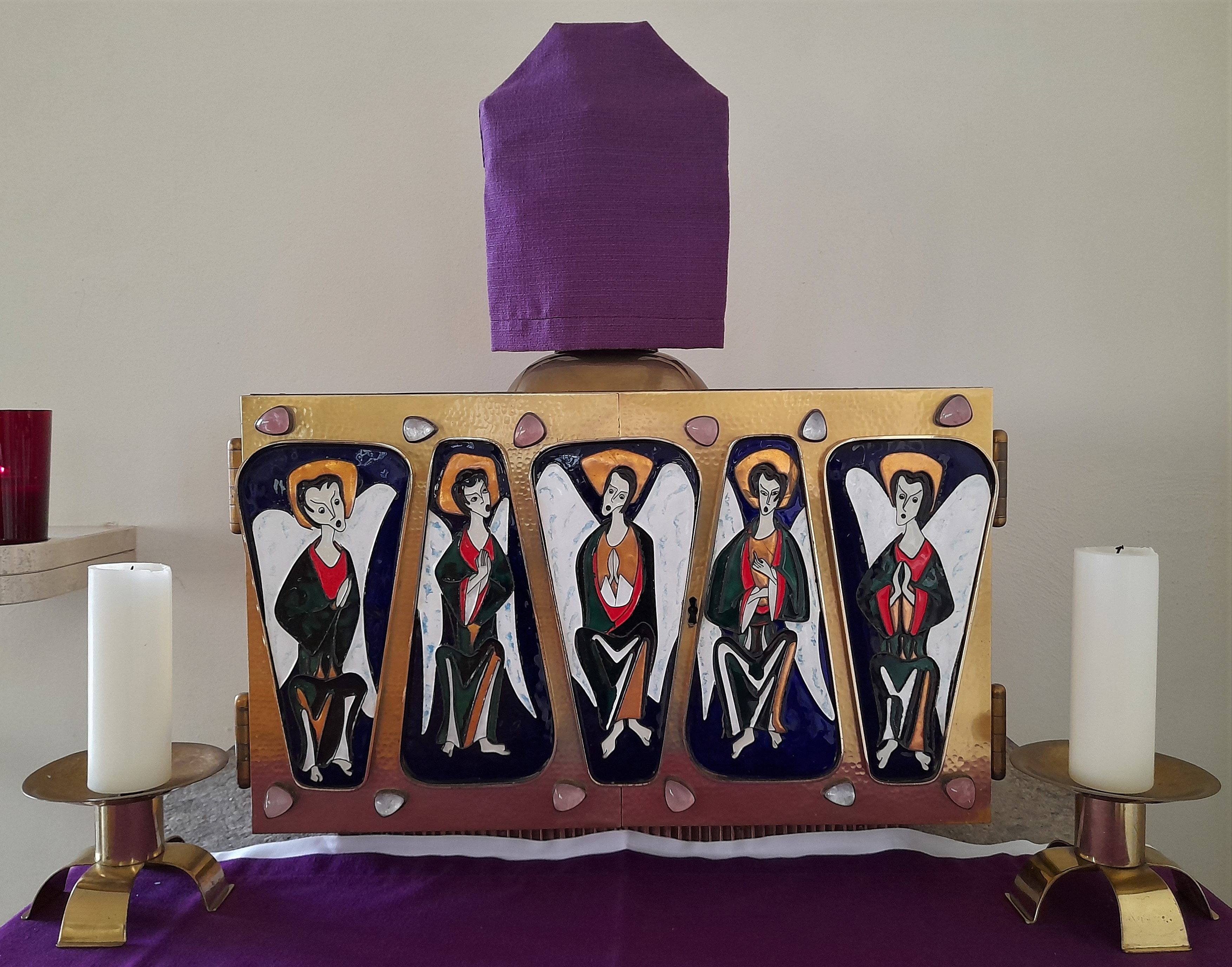
Messingtabernakel mit Darstellung eines singenden Engelschores
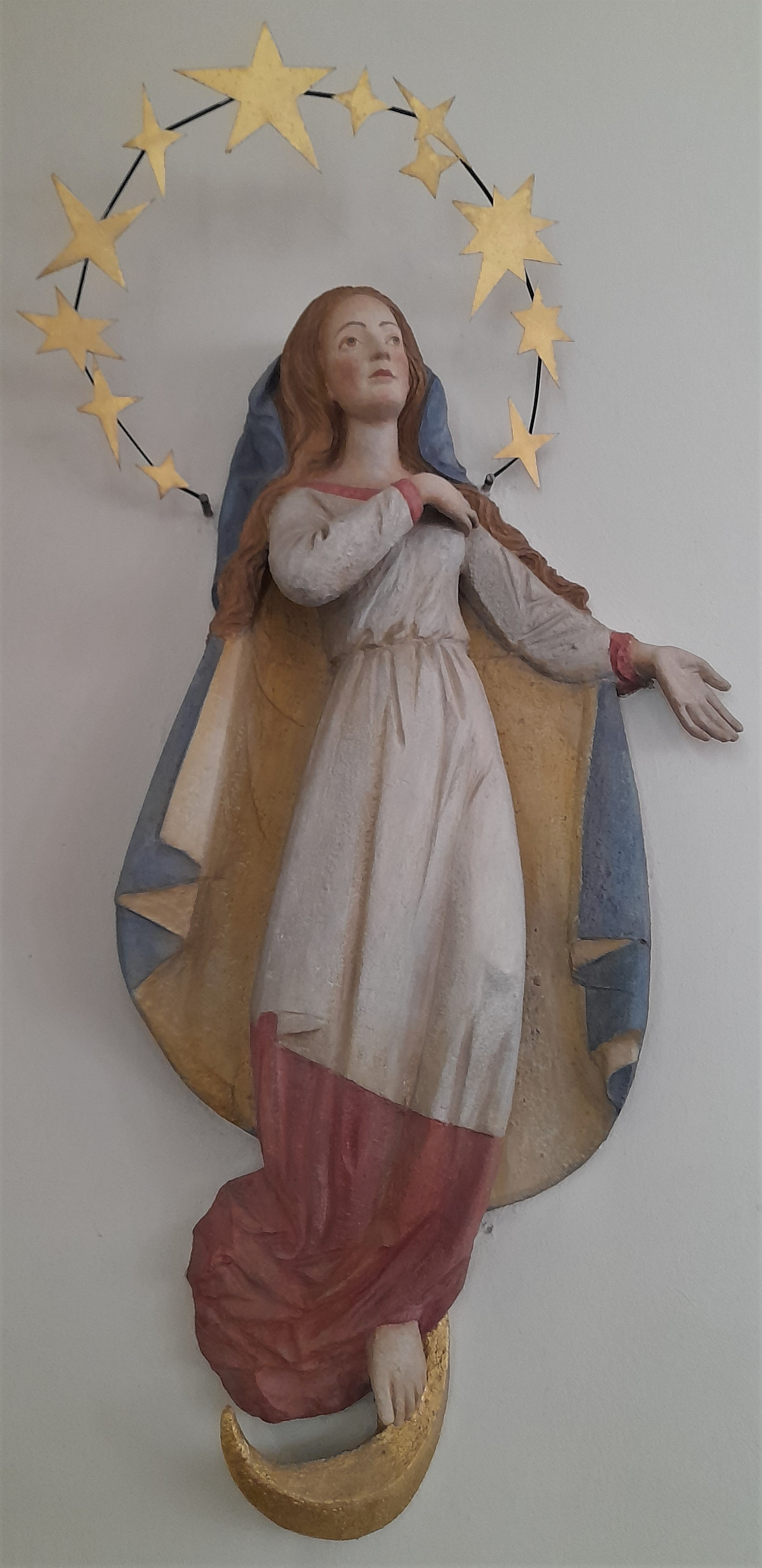
Statue der heiligen Maria, Patronin der Kirche
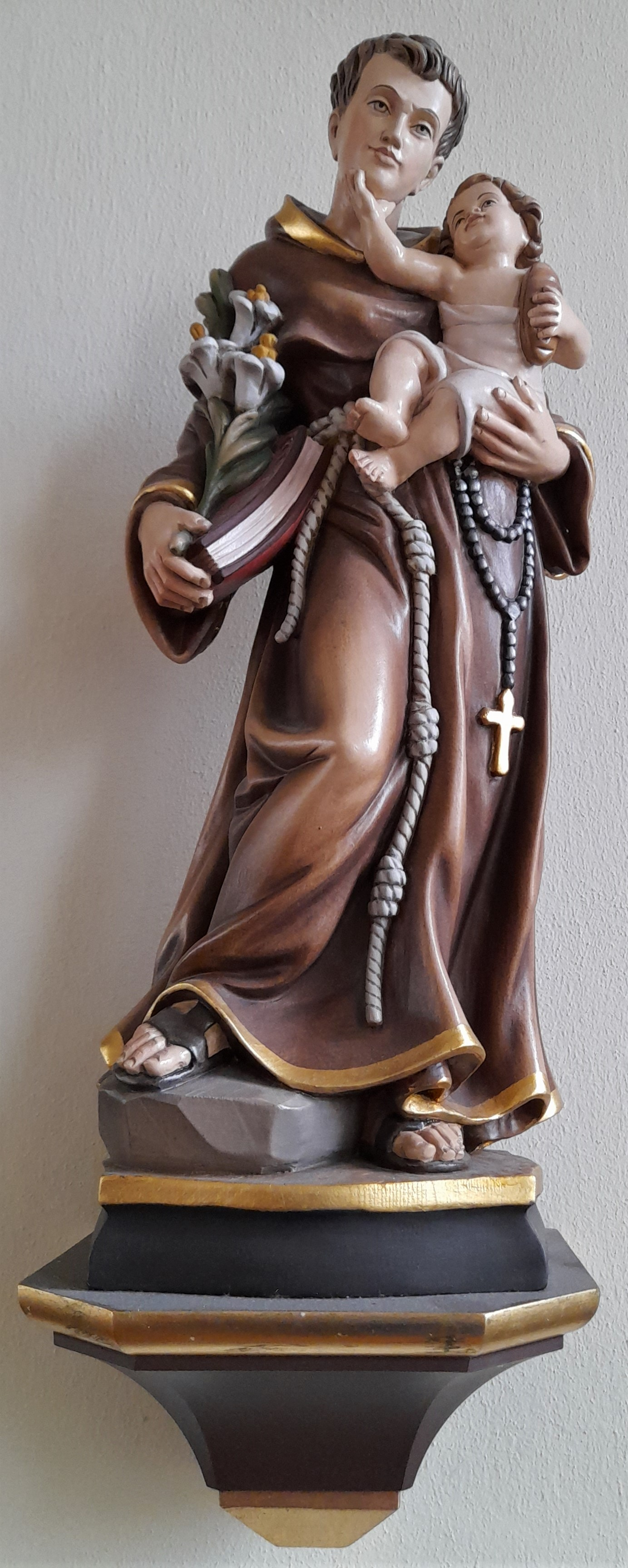
Statue des heiligen Antonius von Padua
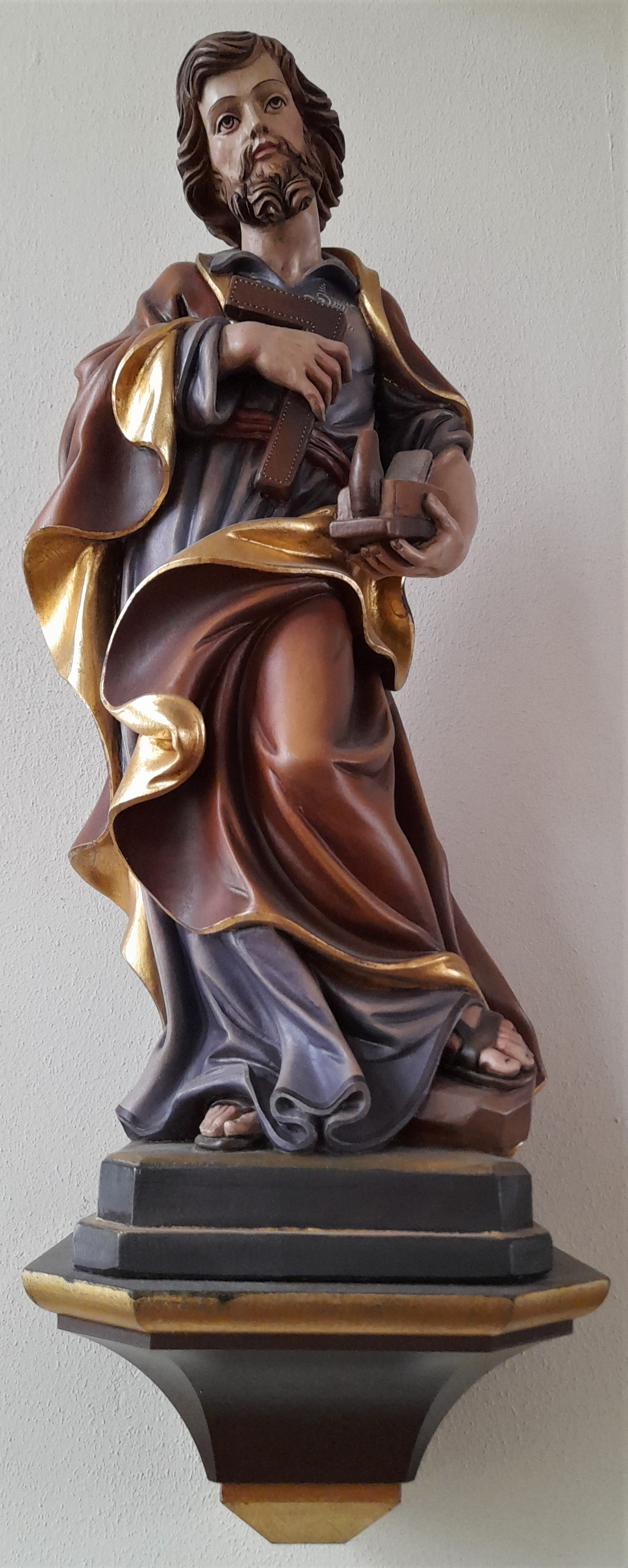
Statue des heiligen Josef, Bräutigam Mariens
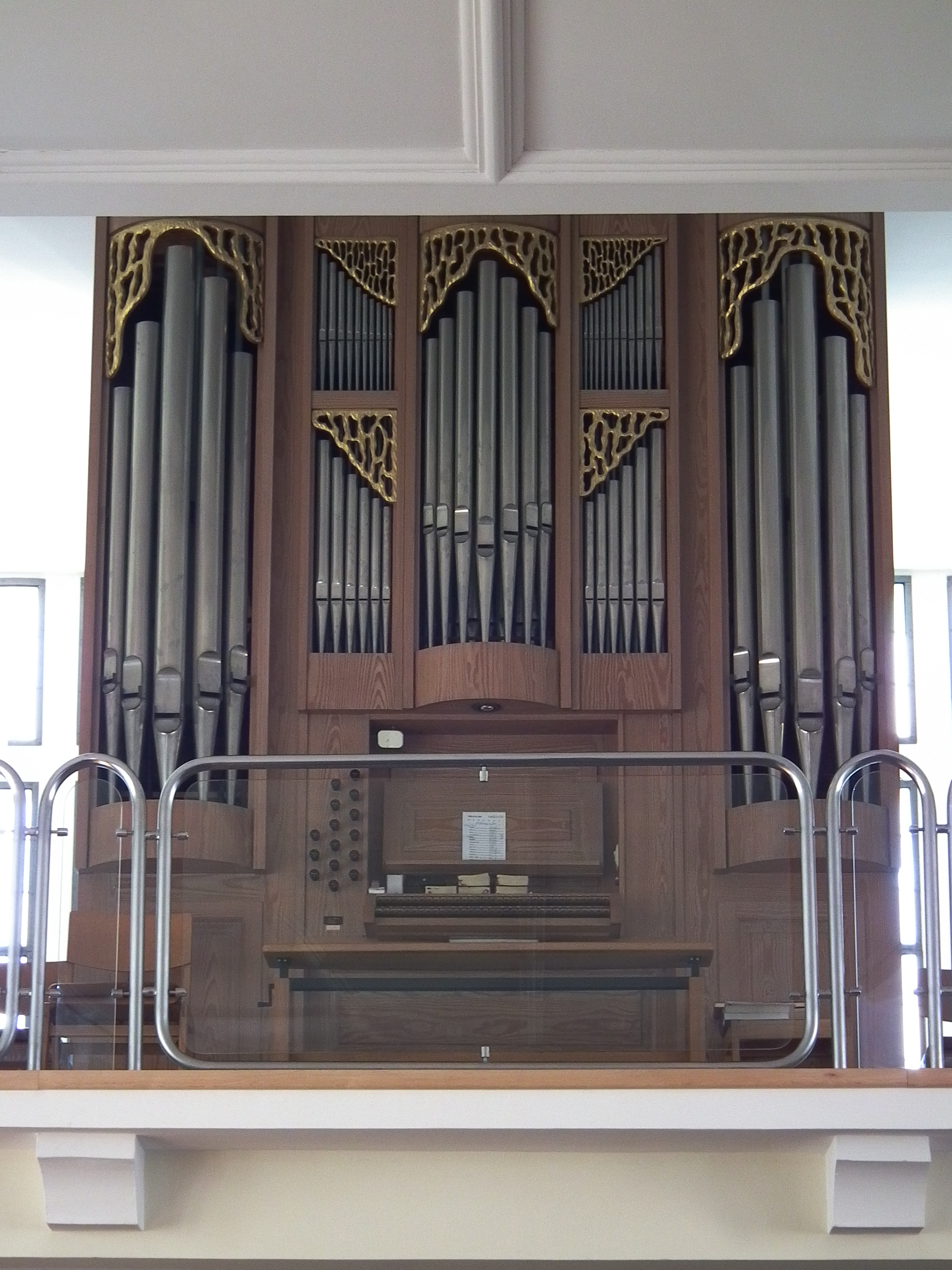
Die Orgel der Firma Börner aus Rodenbach
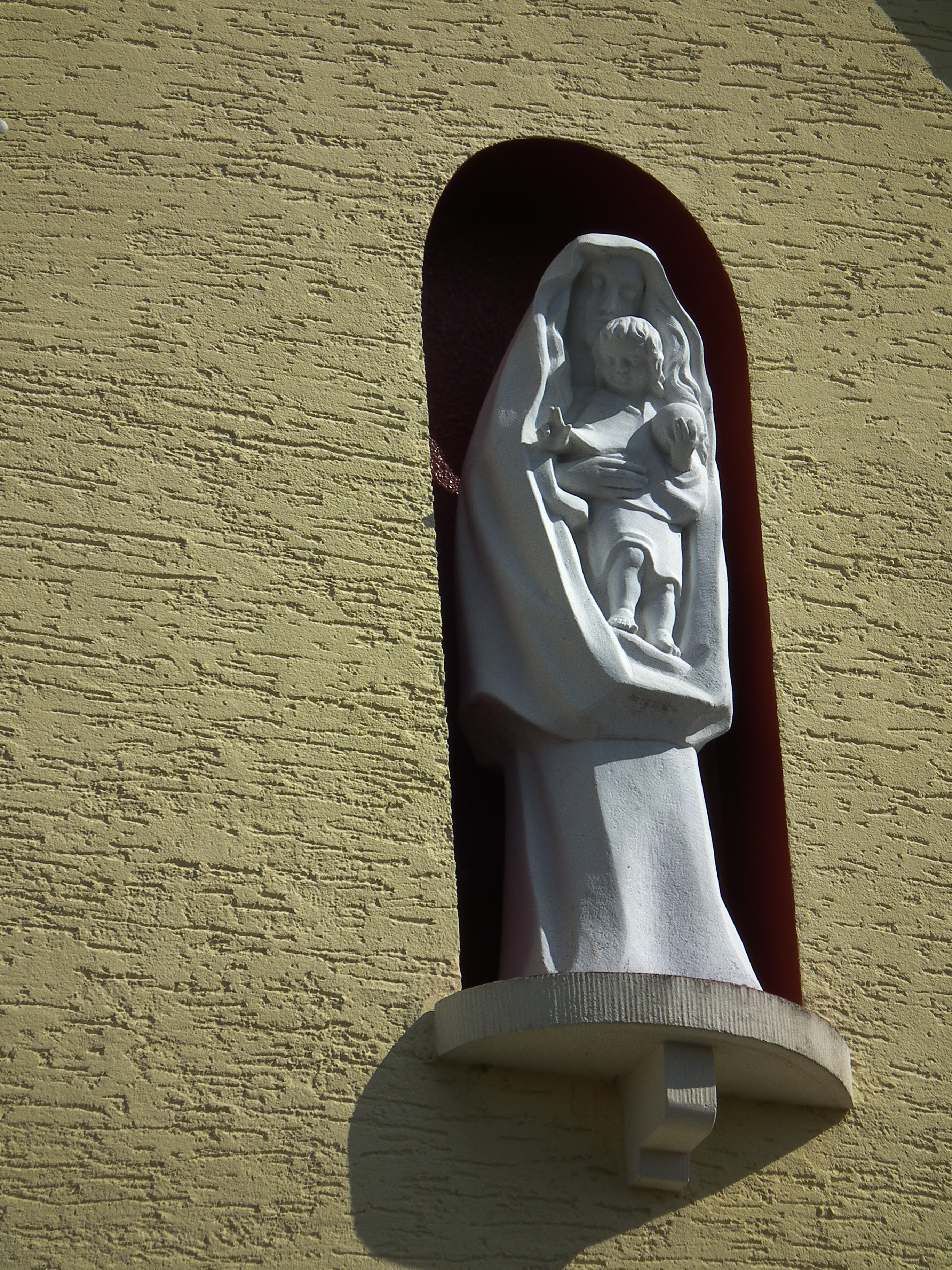
Figur der heiligen Maria mit Jesuskind über dem Haupteingang der Kirche